# Artemisia campbellii
Artemisia campbellii — вид квіткових рослин з родини айстрових (Asteraceae). Поширення: Непал, Бутан, Китай, Індія (Гімалаї), Тибет, Пакистан. Населяє сухі схили, чагарники.

## Біоморфологічна характеристика
Це напівкущик заввишки 20–35 см, густо жовтувато- або сіро-повстяний, смердючий. Нижнє стеблове листя: ніжка 5–15 мм; листова пластинка яйцеподібна, 2.5–4 × 1.5–2.5 см, 2(або 3)-перисторозсічена; сегменти 3–5 пар, 5–15 × 3–5 мм; часточки ланцетні або лінійно-ланцетні, 3–5 × 0.5–1 мм. Середнє стеблове та верхнє листя сидячі; листкова пластинка яйцеподібна, 2–3 × 1.5–2.5 см, знизу густо сіро або жовтувато повстяна, зверху гола, 1- або 2-перисторозсічена; сегменти 3 або 4 пари; часточки лінійні або лінійно-ланцетні. Листоподібні приквітки 3–5-роздільні або цілі. Синцвіття — густа, вузька волоть. Обгортка напівсферична, 3–4(5) мм у діаметрі; листочки обгортки густо запушені, край коричневий. Крайових жіночих квіточок 8–10. Дискових квіточок 15–18, двостатеві. Сім'янка довгаста або оберненояйцеподібна. Цвітіння та плодіння: липень — листопад.